# Belimour
Belimour (în arabă بليمور) este o comună din provincia Bordj Bou Arreridj, Algeria.
Populația comunei este de 11.019 locuitori (2008).